# Willem II in het seizoen 1971/72
Het seizoen 1971/1972 was het 18e jaar in het bestaan van de Tilburgse betaaldvoetbalclub Willem II. De club kwam uit in de Eerste divisie en eindigde daarin op de 15e plaats. Tevens deed de club mee aan het toernooi om de KNVB Beker, hierin werd in de eerste ronde verloren van Excelsior (1–2).

## Wedstrijdstatistieken

### Eerste divisie
|       | AZ '67 | Blauw-Wit | SC Cambuur | D.F.C. | Eindhoven | Fortuna Vlaardingen | Fortuna SC | De Graafschap | Haarlem | Heerenveen | Helmond Sport | Heracles | HVC   | PEC Zwolle | Roda JC | SVV   | Veendam | De Volewijckers | FC VVV | Wageningen |
| ----- | ------ | --------- | ---------- | ------ | --------- | ------------------- | ---------- | ------------- | ------- | ---------- | ------------- | -------- | ----- | ---------- | ------- | ----- | ------- | --------------- | ------ | ---------- |
| Thuis | 1 – 1  | 0 – 0     | 0 – 3      | 2 – 0  | 3 – 1     | 2 – 1               | 3 – 0      | 2 – 3         | 2 – 2   | 2 – 2      | 2 – 1         | 3 – 0    | 2 – 0 | 1 – 1      | 2 – 0   | 1 – 0 | 0 – 1   | 0 – 1           | 0 – 0  | 1 – 0      |
| Uit   | 7 – 1  | 0 – 0     | 1 – 1      | 2 – 1  | 2 – 0     | 1 – 0               | 3 – 1      | 0 – 0         | 2 – 1   | 3 – 0      | 1 – 1         | 1 – 2    | 0 – 2 | 3 – 2      | 1 – 0   | 2 – 1 | 4 – 3   | 0 – 0           | 3 – 1  | 1 – 0      |

### KNVB beker
| 1e ronde                                              | Willem II          | 1 – 2 (1 – 1) | Excelsior                                 |
| 9 januari 1972 Plaats: Tilburg Gemeentelijk Sportpark | Ad Verdonschot 25' |               | 38' Rien van der Vaart 59' Aad den Butter |

## Statistieken Willem II 1971/1972

### Eindstand Willem II in de Nederlandse Eerste divisie 1971 / 1972
| Stand | Gespeeld | Gewonnen | Gelijk | Verloren | Punten | Doelpunten voor | Doelpunten tegen |
| ----- | -------- | -------- | ------ | -------- | ------ | --------------- | ---------------- |
| 15e   | 40       | 12       | 11     | 17       | 35     | 46              | 54               |

### Topscorers
| #      | Naam                 | Goal |
| ------ | -------------------- | ---- |
| 1.     | Louis de Puyt        | 13   |
| 2.     | Johan Havermans      | 5    |
| 2.     | Harrie Hilverts      | 5    |
| 4.     | Jan Bouman           | 4    |
| 4.     | Don van Riel         | 4    |
| 6.     | Hans Leushuis        | 3    |
| 6.     | Gerard Wielaert      | 3    |
| 8.     | Ad Brekelmans        | 2    |
| 8.     | Cor Stolzenbach      | 2    |
| 8.     | Ad Verdonschot       | 2    |
| 11.    | Tiny van Aarle       | 1    |
| 11.    | Jan Cruijssen        | 1    |
| 11.    | Bertus van den Oever | 1    |
| Totaal | Totaal               | 46   |

| #      | Naam           | Goal |
| ------ | -------------- | ---- |
| 1.     | Ad Verdonschot | 1    |
| Totaal | Totaal         | 1    |

## Voetnoten
AZ '67 ·
Blauw-Wit ·
SC Cambuur ·
D.F.C. ·
Eindhoven ·
Fortuna SC ·
Fortuna ·
De Graafschap ·
Haarlem ·
Heerenveen ·
Helmond Sport ·
Heracles ·
HVC ·
PEC Zwolle ·
Roda JC ·
SVV ·
Veendam ·
De Volewijckers ·
FC VVV ·
Wageningen ·
Willem II ·